# Maria Buch-Feistritz
Maria Buch-Feistritz là một đô thị thuộc huyện Judenburg trong bang Steiermark, nước Áo. Đô thị Maria Buch-Feistritz có diện tích 28,47 km², dân số cuối năm 2005 là 660 người.